# Falu domsagas norra tingslags valkrets
Falu domsagas norra tingslags valkrets var vid valen 1896–1908 till andra kammaren en egen valkrets med ett mandat. Valkretsen, som ungefär motsvarade dagens Falu kommun, avskaffades vid införandet av proportionellt valsystem i valet 1911 och uppgick då i Kopparbergs läns östra valkrets. 

## Riksdagsman
- Samuel Söderberg, lmp 1897–1905, nfr 1906–1911 (1897–1911)

## Valresultat

### 1896
| Andrakammarvalet i Sverige 1896: Falu domsagas norra tingslags valkrets | Andrakammarvalet i Sverige 1896: Falu domsagas norra tingslags valkrets | Andrakammarvalet i Sverige 1896: Falu domsagas norra tingslags valkrets | Andrakammarvalet i Sverige 1896: Falu domsagas norra tingslags valkrets | Andrakammarvalet i Sverige 1896: Falu domsagas norra tingslags valkrets | Andrakammarvalet i Sverige 1896: Falu domsagas norra tingslags valkrets |
| Parti                                                                   | Parti                                                                   | Kandidat                                                                | Röster                                                                  | %                                                                       | ±                                                                       |
| ----------------------------------------------------------------------- | ----------------------------------------------------------------------- | ----------------------------------------------------------------------- | ----------------------------------------------------------------------- | ----------------------------------------------------------------------- | ----------------------------------------------------------------------- |
|                                                                         | Lantmannapartiet                                                        | Samuel Söderberg                                                        | 455                                                                     | 42,8                                                                    |                                                                         |
|                                                                         | Obunden liberal                                                         | F.V. von Koch                                                           | 314                                                                     | 29,6                                                                    |                                                                         |
|                                                                         | Obunden protektionist                                                   | Anders Jansson i Bengtsheden                                            | 287                                                                     | 27,0                                                                    |                                                                         |
|                                                                         | Annat                                                                   | Övriga                                                                  | 6                                                                       | 0,6                                                                     |                                                                         |
| Valdeltagande                                                           | Valdeltagande                                                           | Valdeltagande                                                           | 1,064                                                                   | 67,2                                                                    |                                                                         |

### 1899
| Andrakammarvalet i Sverige 1899: Falu domsagas norra tingslags valkrets | Andrakammarvalet i Sverige 1899: Falu domsagas norra tingslags valkrets | Andrakammarvalet i Sverige 1899: Falu domsagas norra tingslags valkrets | Andrakammarvalet i Sverige 1899: Falu domsagas norra tingslags valkrets | Andrakammarvalet i Sverige 1899: Falu domsagas norra tingslags valkrets | Andrakammarvalet i Sverige 1899: Falu domsagas norra tingslags valkrets |
| Parti                                                                   | Parti                                                                   | Kandidat                                                                | Röster                                                                  | %                                                                       | ±                                                                       |
| ----------------------------------------------------------------------- | ----------------------------------------------------------------------- | ----------------------------------------------------------------------- | ----------------------------------------------------------------------- | ----------------------------------------------------------------------- | ----------------------------------------------------------------------- |
|                                                                         | Lantmannapartiet                                                        | Samuel Söderberg                                                        | 448                                                                     | 59,7                                                                    | +16,9                                                                   |
|                                                                         | Obunden liberal                                                         | Victor Bergström i Sundborn                                             | 293                                                                     | 39,0                                                                    |                                                                         |
|                                                                         | Annat                                                                   | Övriga                                                                  | 10                                                                      | 1,3                                                                     |                                                                         |
| Valdeltagande                                                           | Valdeltagande                                                           | Valdeltagande                                                           | 755                                                                     | 48,2                                                                    |                                                                         |

Valet ägde rum den 17 september 1899.

### 1902
| Andrakammarvalet i Sverige 1902: Falu domsagas norra tingslags valkrets | Andrakammarvalet i Sverige 1902: Falu domsagas norra tingslags valkrets | Andrakammarvalet i Sverige 1902: Falu domsagas norra tingslags valkrets | Andrakammarvalet i Sverige 1902: Falu domsagas norra tingslags valkrets | Andrakammarvalet i Sverige 1902: Falu domsagas norra tingslags valkrets | Andrakammarvalet i Sverige 1902: Falu domsagas norra tingslags valkrets |
| Parti                                                                   | Parti                                                                   | Kandidat                                                                | Röster                                                                  | %                                                                       | ±                                                                       |
| ----------------------------------------------------------------------- | ----------------------------------------------------------------------- | ----------------------------------------------------------------------- | ----------------------------------------------------------------------- | ----------------------------------------------------------------------- | ----------------------------------------------------------------------- |
|                                                                         | Lantmannapartiet                                                        | Samuel Söderberg                                                        | 569                                                                     | 62,1                                                                    | +2,4                                                                    |
|                                                                         | Obunden liberal                                                         | Victor Bergström i Sundborn                                             | 346                                                                     | 37,7                                                                    | -1,3                                                                    |
|                                                                         | Annat                                                                   | Övriga                                                                  | 2                                                                       | 0,2                                                                     |                                                                         |
| Valdeltagande                                                           | Valdeltagande                                                           | Valdeltagande                                                           | 918                                                                     | 54,4                                                                    |                                                                         |

Valet ägde rum den 7 september 1902.

### 1905
| Andrakammarvalet i Sverige 1905: Falu domsagas norra tingslags valkrets | Andrakammarvalet i Sverige 1905: Falu domsagas norra tingslags valkrets | Andrakammarvalet i Sverige 1905: Falu domsagas norra tingslags valkrets | Andrakammarvalet i Sverige 1905: Falu domsagas norra tingslags valkrets | Andrakammarvalet i Sverige 1905: Falu domsagas norra tingslags valkrets | Andrakammarvalet i Sverige 1905: Falu domsagas norra tingslags valkrets |
| Parti                                                                   | Parti                                                                   | Kandidat                                                                | Röster                                                                  | %                                                                       | ±                                                                       |
| ----------------------------------------------------------------------- | ----------------------------------------------------------------------- | ----------------------------------------------------------------------- | ----------------------------------------------------------------------- | ----------------------------------------------------------------------- | ----------------------------------------------------------------------- |
|                                                                         | Nationella framstegspartiet                                             | Samuel Söderberg                                                        | 509                                                                     | 72,2                                                                    | +10,1                                                                   |
|                                                                         | Annat                                                                   | Erik Lingvall i Marnäs                                                  | 195                                                                     | 27,7                                                                    |                                                                         |
|                                                                         | Annat                                                                   | Övriga                                                                  | 1                                                                       | 0,1                                                                     |                                                                         |
| Valdeltagande                                                           | Valdeltagande                                                           | Valdeltagande                                                           | 706                                                                     | 40,0                                                                    |                                                                         |

Valet ägde rum den 10 september 1905.

### 1908
| Andrakammarvalet i Sverige 1908: Falu domsagas norra tingslags valkrets | Andrakammarvalet i Sverige 1908: Falu domsagas norra tingslags valkrets | Andrakammarvalet i Sverige 1908: Falu domsagas norra tingslags valkrets | Andrakammarvalet i Sverige 1908: Falu domsagas norra tingslags valkrets | Andrakammarvalet i Sverige 1908: Falu domsagas norra tingslags valkrets | Andrakammarvalet i Sverige 1908: Falu domsagas norra tingslags valkrets |
| Parti                                                                   | Parti                                                                   | Kandidat                                                                | Röster                                                                  | %                                                                       | ±                                                                       |
| ----------------------------------------------------------------------- | ----------------------------------------------------------------------- | ----------------------------------------------------------------------- | ----------------------------------------------------------------------- | ----------------------------------------------------------------------- | ----------------------------------------------------------------------- |
|                                                                         | Nationella framstegspartiet                                             | Samuel Söderberg                                                        | 703                                                                     | 51,4                                                                    | -20,8                                                                   |
|                                                                         | Socialdemokraterna                                                      | Eskil Persson i Korsnäs                                                 | 661                                                                     | 48,3                                                                    |                                                                         |
|                                                                         | Annat                                                                   | Övriga                                                                  | 4                                                                       | 0,3                                                                     |                                                                         |
| Valdeltagande                                                           | Valdeltagande                                                           | Valdeltagande                                                           | 1,371                                                                   | 65,9                                                                    |                                                                         |

Valet ägde rum den 6 september 1908.